# Hasseltse jenever
Hasseltse jenever of Hasselt is een jenever gemaakt op basis van moutwijn, gemaakt op het grondgebied van het administratief kanton Hasselt (Hasselt, Diepenbeek, Zonhoven).
Volgens de traditie wordt bij de productie gebruikgemaakt van: 
- Een distillaat van alcohol met planten, kruiden en jeneverbessen;
- Een granen-eau de vie.

Deze ingrediënten moeten in het administratief kanton Hasselt gedistilleerd worden. De granen eau de vie wordt gedistilleerd uit een beslag van rogge en gerst. Dit beslag wordt versuikerd met mout en vergist, waarbij tijdens een twee- of drievoudig distillatieproces gedistilleerd wordt tot maximum 80% vol. alcohol. Daarna volgt een rijpingsproces van ten minste zes maanden alvorens te mogen gebruikt worden bij de productie van Hasseltse jenever.

## Geschiedenis van de Hasseltse jenever
Hasselt ontsnapte aan het in 1601 door de aartshertogen Albrecht en Isabella uitgevaardigd verbod op verkoop en productie van jenever omdat het bij het Prinsbisdom Luik behoorde. Hollandse troepen die van 1675 tot 1681 in de stad legerden zorgden ervoor dat Hasseltse jenever, meer dan andere Belgische jenevers, aroma's van kruiden en bessen meekreeg. Eind 17e eeuw kwam de productie van jenever goed op dreef.
Op het einde van de 19e eeuw leidde de misère onder de arbeidende bevolking en goedkope jenever, bereid uit suikerbietmelasse, tot een consumptie van 9,5 l jenever (50% vol) per inwoner per jaar in België. De jeneverproductie was in de 19de eeuw de belangrijkste industriêle nijverheid in Limburg waarbij de meeste stokerijen gevestigd waren in Hasselt. Door een verhoging van de accijns, de concurrentie van goedkope industriële alcohol, de inbeslagname van koperen distilleerketels door de Duitsers tijdens de Eerste Wereldoorlog, en de Wet Vandervelde die het alcoholmisbruik tegen ging verdwenen de meeste stokerijen in Hasselt of werden overgenomen door grotere concurrenten. Er wordt nog steeds jenever gestookt in Hasselt.

### Stokerijen
Het Jenevermuseum Hasselt is gevestigd in een oude kloosterhoeve van het voormalige Witte-Nonnenklooster van de zusters franciscanessen-penitenten. In deze boerderij werd in 1803 Stokerij Theunissen gevestigd. Het beschermde gebouw werd gerestaureerd tot jenevermuseum. 

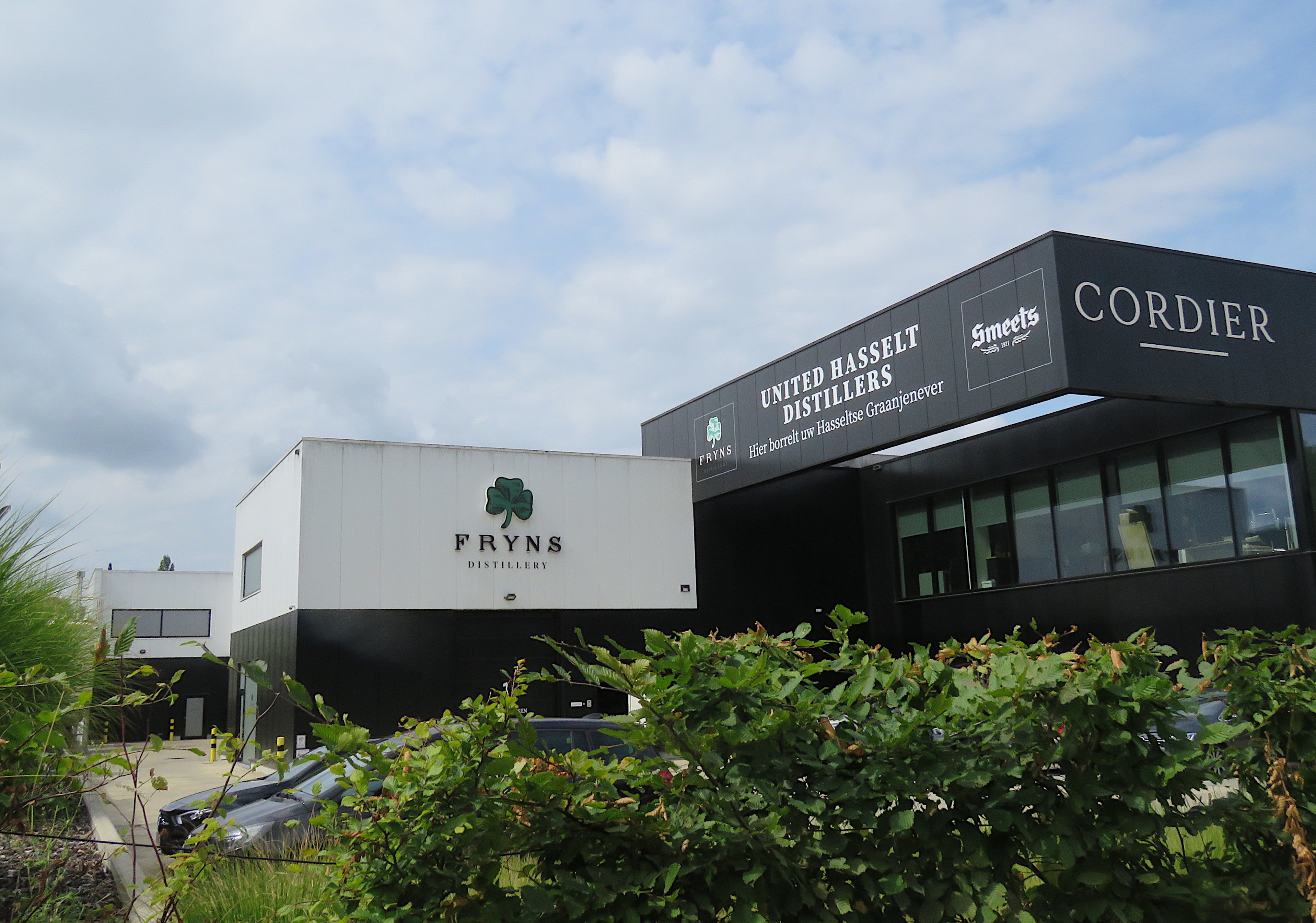
United Hasselt Distillers stookt de Hasseltse jenevers Fryns en Smeets

Naast de museumstokerij telde Hasselt begin 21ste eeuw nog één jeneverstokerij: Stokerij Wissels uit 1920. Koen De Jans kocht dit bedrijf in 2005, uit respect voor de traditie bleef de naam ongewijzigd. In 2017 ging Wissels, failliet. Michel Fryns, 4de generatie van de Hasseltse jeneverfamilie Fryns, nam Wissels over, verhuist de stookinstallatie van Runkst naar industrieterrein Ekkelgaarden onder de naam Wissels Distillery. In 2018 richten Michel Fryns en Bruggeman uit Gent de vennootschap United Hasselt Distillers op om samen jenever te stoken in Hasselt. Bruggeman is sinds 2011 eigenaar en producent van het Hasseltse jenevermerk Smeets en had sedert 1988 de merknaam 'Fryns' in bezit. Bij de oprichting van United Hasselt Distillers wordt overeengekomen dat het merk 'Fryns' door Bruggeman terug wordt overgedragen aan Michel Fryns. Wissels Distillery wordt dan omgedoopt in Fryns Distillery met het merk Fryns. Bruggeman kan de in Hasselt gestookte moutwijn verder afwerken en als Smeets Hasselt in de markt zetten. 
In 2012 werd de nieuwe stokerij 't Stookkot in Stevoort opgericht.
in 2017 werd Stokerij Vanderlinden opgestart in Hasselt.